# Sinum debile
Sinum debile är en snäckart som först beskrevs av Gould 1853.  Sinum debile ingår i släktet Sinum och familjen borrsnäckor. Inga underarter finns listade i Catalogue of Life.